# Battaglia di Deorham
La battaglia di Deorham fu combattuta nella Britannia sud-occidentale nel 577 tra i Sassoni del Wessex e i Britanni dell'ovest. Deorham viene identificata con Dyrham, nel Gloucestershire meridionale, poche miglia a nord di  Bath, nel Somerset. Di questa battaglia si fa menzione nella Cronaca anglosassone e non ci sono altri dettagli. Vinsero i Sassoni che occuparono poco dopo Cirencester (Corinium), Gloucester (Glevum) e Bath  (Aquae Sulis). Secondo alcuni studiosi questa battaglia avrebbe anche dato inizio alla differenziazione tra la lingua gallese e quella cornica, separando così i Britanni del Galles da quelli del Devon e della  Cornovaglia. Non tutti però concordano con questa lettura. Certamente segnò la fine della civiltà Romana di Britannia, con la caduta degli ultimi 3 centri urbani romani dell’isola, nei quali il patriziato aveva continuato a vivere secondo i costumi dei municipi d’epoca romana.